# Firtash Foundation
Firtash Foundation — благотворительный фонд, учрежденный Дмитрием и Ладой Фирташ для реализации программ в области культуры и образования.
Фонд Firtash Foundation сотрудничает с Кембриджским Университетом и лондонской галереей современного искусства Saatchi Gallery для реализации своих программ и проектов.

## Руководство фонда
Дмитрий Васильевич Фирташ — учредитель фонда Firtash Foundation, украинский бизнесмен, меценат.

Лада Павловна Фирташ — руководитель и соучредитель благотворительного фонда Firtash Foundation. Как управляющий директор, Лада Фирташ формирует стратегию работы фонда, развивает сотрудничество с международными партнерами.
Дмитрий и Лада Фирташ были удостоены членства в Гильдии благотворителей Кембриджского Университета, за весомый вклад в научное и социально-культурное развитие Университета Кембриджа.

## История создания Фонда
Благотворительная деятельность Дмитрия Фирташа началась в 2008 году. На протяжении нескольких лет реализовывались различные проекты в сфере образования и культуры, как на территории Украины, так и за её пределами, что впоследствии и сформировало направления деятельности будущего фонда. Благотворительный фонд Firtash Foundation был создан в 2012 году супругами Фирташ.

## Цели и задачи Фонда
- Улучшение восприятия Украины и содействие формированию позитивного имиджа государства в мире.
- Содействие развитию украинского искусства, ознакомление мировой аудитории с работами украинских мастеров[5].
- Поддержка изучения украинского языка и культуры Украины в Западной Европе[6].
- Системная поддержка проектов в сфере образования и изучения истории и культуры Украины.
- Сохранение духовного наследия и традиций уникальной, самобытной украинской культуры.

## Проекты Фонда
- Дни Украины в Великобритании.[7]
- Программа Украинистики в Университете Кембриджа.[8]
- Украинская стипендиальная программа в Университете Кембриджа.[9]
- Поддержка фестиваля Маланок в Черновцах.[10][11].
- Реставрация Черновицкого национального университета им. Юрия Федьковича.[12]